# Aphthona sarmatica
Aphthona sarmatica là một loài bọ cánh cứng trong họ Chrysomelidae. Loài này được Ogloblin miêu tả khoa học năm 1928.